# Končiny (Jablonec nad Jizerou)
Končiny je malá vesnice, část města Jablonec nad Jizerou v okrese Semily. Nachází se asi 1,5 kilometru severovýchodně od Jablonce nad Jizerou. Končiny leží v katastrálním území Buřany o výměře 5,12 km².

## Historie
První písemná zmínka o vesnici pochází z roku 1726.

## Pamětihodnosti
- Krucifix při čp. 56